# Družinski zakonik
Družinski zakonik je slovenski zakonik, ki zaobjema reformo družinskega prava. Državni zbor Republike Slovenije ga je sprejel 16. junija 2011. Velika kontroverznost zaradi legalizacije posvojitev otrok v istospolne skupnosti je vodila do razpisa referenduma 25. marca 2012, na katerem je bil Družinski zakonik ovržen.

## Zgodovina

### Naknadni zakonodajni referendum
Civilna iniciativa za družino in pravice otrok pod vodstvom Aleša Primca je vložila zahtevo za razpis naknadnega referenduma, s katerim bi zavrgli sprejeti zakon.

#### Zbiranje podpisov
Civilna iniciativa za družino in pravice otrok je 1. septembra 2011 pričela z zbiranjem podpisov za referendum proti sprejemu Družinskega zakonika. Pred odložitvijo zbiranja podpisov zaradi zahteve po presoji na Ustavnem sodišču so jih od 40.000 potrebnih zbrali 27.000.

#### Ustavna presoja izvedbe referenduma
Državni zbor je na Ustavno sodišče naslovil zahtevo za obravnavanje o skladnosti izvedbe referenduma o Družinskem zakoniku z ustavo. Ustavno sodišče je zahtevo za presojo 27. decembra 2011 zavrglo in se do vsebine zakonika ni opredeljevalo. Po presoji Ustavnega sodišča je Civilna iniciativa nadaljevala z zbiranjem podpisov in jih 6. januarja 2012 zbrala zadostno število.

#### Zbrani podpisi in referendum
3. februarja 2012 je Civilna iniciativa za družino in pravice otrok vložila podpise, zbrane za razpis referenduma.
Pred referendumom je družinski zakonik podprlo več slovenskih strokovnih organizacij: Zbornica kliničnih psihologov, Oddelek za socialno pedagogiko in katedra za psihologijo Pedagoške fakultete v Ljubljani in Društvo psihologov.
Referendum je bil izveden 25. marca 2012. Za Družinski zakonik je glasovalo 45 % volivcev, proti pa 55 % volivcev. Udeležba je bila 30-odstotna.